# Robert Van de Graaff
Robert Jemison Van de Graaff (Tuscaloosa, 20 dicembre 1901 – Boston, 19 gennaio 1967) è stato un fisico e inventore statunitense conosciuto principalmente per il generatore di Van de Graaff.

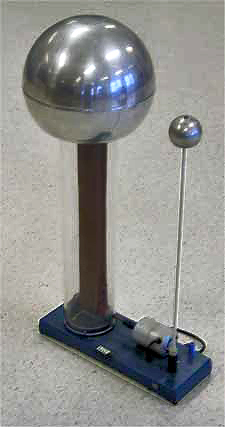
Generatore Van de Graaff

Nel 1923, ottiene il titolo di Master of Science nell'Università dell'Alabama. Dopo un soggiorno alla Sorbona tra il 1924 e il 1925, ottiene il suo titolo di dottore in Scienze a Oxford nel 1928. Nel 1929 ritorna negli Stati Uniti, presso il laboratorio di fisica di Palmer nell'Università di Princeton, dove lavora a fianco di Karl Compton.
Interessato dai recenti progressi della scienze nel settore della fisica nucleare, Van de Graaff elabora, durante la primavera del 1929, il prototipo di un dispositivo per generare le alte tensioni necessarie negli acceleratori di particelle. Per molti anni egli migliora l'invenzione e la presenta nel novembre del 1931 davanti ai membri dell'American Institute of Physics. Questa versione del generatore produce  una tensione di un milione di volt.
Tra il 1934 e il 1960, è professore di fisica nel Massachusetts Institute of Technology. Durante la seconda guerra mondiale, è direttore dell'High Voltage Radiographic Project e sviluppa dei prodotti per l'US Navy.
Muore nel 1967 a Boston.